# دانشگاه علوم پزشکی ترکمنستان
دانشگاه علوم پزشکی ترکمنستان تنها دانشگاه علوم علوم پزشکی در ترکمنستان می‌باشد که در ۱۳۱۰ با عنوان دانشگاه دولتی طب ترکمنستان در دوران اتحاد جماهیر شوروی بنیانگذاری شد. این دانشگاه با داشتن ۳۰۰۰ دانشجو زیر نظر وزارت بهداشت و وزارت علوم ترکمنستان اداره می‌شود.

## دانشکده‌ها
این دانشگاه از ۶ دانشکده به شرح زیر تشکیل شده است.
- پزشکی عمومی
- اطفال
- دندانپزشکی
- داروسازی
- فوریت‌های پزشکی
- پزشکی نظامی